# Haustorius canadensis
Haustorius canadensis is een vlokreeftensoort uit de familie van de Haustoriidae. De wetenschappelijke naam van de soort is voor het eerst geldig gepubliceerd in 1962 door Bousfield.